# 163623 Miknaitis
163623 Miknaitis este un asteroid din centura principală de asteroizi.

## Descriere
163623 Miknaitis este un asteroid din centura principală de asteroizi. A fost descoperit pe 5 octombrie 2002 la Apache Point Observatory în cadrul programului Sloan Digital Sky Survey. Asteroidul prezintă o orbită caracterizată de o semiaxă mare de 3,21 ua, o excentricitate de 0,06 și o înclinație de 9,8° în raport cu ecliptica.